# Panacz
Panacz (biał. Панача, Panacza; ros. Понача, Ponacza) – wieś na Białorusi, w obwodzie mińskim, w rejonie kleckim, w sielsowiecie Siniawka, nad Naczą.
Położony jest przy drodze republikańskiej R13. Na granicy wsi znajduje się jej skrzyżowanie z drogą republikańską R43.

## Historia
W XIX i w początkach XX w. położony był w Rosji, w guberni mińskiej, w powiecie słuckim, w gminie Siniawka.
W dwudziestoleciu międzywojennym leżał w Polsce, w województwie nowogródzkim, w powiecie nieświeskim, w gminie Siniawka. W 1921 miejscowość liczyła 647 mieszkańców, zamieszkałych w 116 budynkach, w tym 366 Białorusinów i 281 Polaków. Wszyscy mieszkańcy byli wyznania prawosławnego.
Po II wojnie światowej w granicach Związku Sowieckiego. Od 1991 w niepodległej Białorusi.